# Giorgio Muzzi
Giorgio Muzzi (Parma, 11 marzo 1937 – Riccione, 30 giugno 2012) è stato un allenatore di pallavolo e pallavolista italiano.

## Biografia
Nato ad Alberi di Vigatto, frazione di Parma, nel 1937, si è sposato nel 1964 con Carla Furia, una collega allenatrice che gli è stata accanto in molti momenti decisivi della sua carriera da allenatore. Nel 1965 è diventato padre di Annalisa e nel 1968 di Alessandro.

## Carriera
Si è appassionato alla pallavolo fin da giovanissimo e, allenato dal professor Renzo Del Chicca, ha militato in serie A nel CUS Parma dal 1957 al 1959 .  In quella squadra, che era la continuazione della Ferrovieri Parma bi-campione d’Italia, militavano anche grandissimi campioni di livello internazionale quali Angelo Gnudi e, soprattutto, Carlo Alberto Moisè.
La seconda parte della sua carriera da giocatore è stata invece legata ad un’altra squadra di Parma, nata da una costola dello stesso Cus Parma. Con l’Inzani, guidata in capo ed in panchina da Bruno Estasi, riuscì ad arrivare fino alla serie A, portando a due le squadre parmigiane nella massima divisione.
È però soprattutto come allenatore di pallavolo femminile che il professor Muzzi ha inciso sulla storia della pallavolo provinciale e nazionale. È stato infatti il promotore e allenatore dell’unica squadra parmigiana femminile a vincere uno scudetto assoluto, nella stagione 1970-71, anche in questo caso sotto l’egida del Cus Parma . La storia però nasce molti anni prima quando, insieme alla professoressa Albertina Cerasti  e all’ex campione della Ferrovieri Alfredo Rasori, ha dato vita ad una seconda squadra femminile del parmense capace di raggiungere risultati a livello nazionale, dopo i fasti della Ducale Parma a metà anni ‘50. Con l’ossatura di quella squadra, diede vita ad un nuovo progetto sportivo con il CUS Parma. Fu così che, a fine anni ’60, affiancato dalla moglie Carla Furia, è riuscito prima a conquistare diversi titoli nazionali giovanili e, successivamente, il già citato titolo nazionale assoluto. Di quella squadra facevano parte molte atlete lanciate da lui nelle formazioni juniores, quali Susanna Belletti, la capitana Maria Giovanna Fabbi   e Vicenza Forestelli , una delle più forti giocatrici di sempre a livello nazionale.
Anche come dirigente di società Giorgio Muzzi ha lasciato il segno, a cominciare con l’F&T Salotti, arrivata fino alla serie B femminile.  Si deve però anche a lui come presidente e a Raimondo Violi come allenatore il cosiddetto “miracolo Mingazzini”, in cui, negli anni ’80, la squadra scolastica della Mazzini Draghi riuscì a trasformarsi prima in società pallavolistica giovanile in grado di arrivare fino alle finali nazionali assolute e, successivamente, ad annoverare una serie di promozioni che l’hanno condotta alla serie B.
Dopo lunga malattia è morto a Riccione il 30 giugno 2012 . Dall’anno successivo, la Commissione Minivolley, guidata dall’APAPAR (Associazione Pallavolisti Parmensi) e dalla Fipav Parma, ha dedicato a lui un premio speciale da assegnare ad ogni tappa del Circuito Provinciale Geosec di Minivolley alle società che si fossero distinte per serietà, partecipazione e comportamento.

## Palmarès

### Allenatore

#### Competizioni nazionali
- Campionato italiano: 1

Parma: 1970-71